# Блажеєво (Сьремський повіт)
Блажеєво (пол. Błażejewo, нім. Philipsdorf) — село в Польщі, у гміні Дольськ Сьремського повіту Великопольського воєводства.
Населення — 168 осіб (2011).
У 1975-1998 роках село належало до Познанського воєводства.

## Демографія
Демографічна структура станом на 31 березня 2011 року:
|          | Загалом | Допрацездатний вік | Працездатний вік | Постпрацездатний вік |
| -------- | ------- | ------------------ | ---------------- | -------------------- |
| Чоловіки | 85      | 22                 | 59               | 4                    |
| Жінки    | 83      | 21                 | 49               | 13                   |
| Разом    | 168     | 43                 | 108              | 17                   |